# 22. pehotna divizija (ZDA)
22. pehotna divizija je bila fantomska pehotna divizija Kopenske vojske ZDA.

## Zgodovina
Divizija je bila ustanovljena v okviru operacije Fortitude.